# Michael Vrbenský
Michael Vrbenský (ur. 26 grudnia 1999 w Nymburku) – czeski tenisista.

## Kariera tenisowa
W przeciągu kariery wygrał jeden deblowy turniej rangi ATP Challenger Tour.
W 2017 roku, startując w parze z Jurijem Rodionovem awansował do finału juniorskiego turnieju wielkoszlemowego Wimbledonu. Wówczas w finale austriacko-czeski debel przegrał z duetem Hsu Yu-hsiou-Axel Geller.
Najwyżej sklasyfikowany w rankingu gry pojedynczej był na 294. miejscu (10 maja 2021), a w klasyfikacji gry podwójnej na 270. pozycji (14 września 2020).

### Zwycięstwa w turniejach ATP Challenger Tour w grze podwójnej
| Końcowy wynik | Nr | Data            | Turniej | Nawierzchnia | Partner        | Przeciwnicy                 | Wynik finału |
| ------------- | -- | --------------- | ------- | ------------ | -------------- | --------------------------- | ------------ |
| Zwycięzca     | 1. | 4 sierpnia 2019 | Liberec | Ceglana      | Jonáš Forejtek | Nikola Čačić Antonio Šančić | 6:4, 6:3     |

### Finały juniorskich turniejów wielkoszlemowych w grze podwójnej (0–1)
| Końcowy wynik | Nr | Data          | Turniej           | Nawierzchnia | Partner        | Przeciwnicy              | Wynik finału |
| ------------- | -- | ------------- | ----------------- | ------------ | -------------- | ------------------------ | ------------ |
| Finalista     | 1. | 16 lipca 2017 | Wimbledon, Londyn | Trawiasta    | Jurij Rodionov | Hsu Yu-hsiou Axel Geller | 4:6, 4:6     |